# Dorna-Arini
Dorna-Arini est une commune du județ de Suceava en Roumanie.